# Klipsch
Klipsch est une société fondée à Hope, Arkansas en 1946 par Paul Wilbur Klipsch (en) et dont le siège se trouve à Indianapolis. Elle est principalement connue pour la fabrication d'équipements audio et son rôle dans le développement de la haute-fidélité. Elle se caractérise par une approche de la restitution sonore dite à « haut-rendement » utilisant largement le principe du pavillon.

## Historique

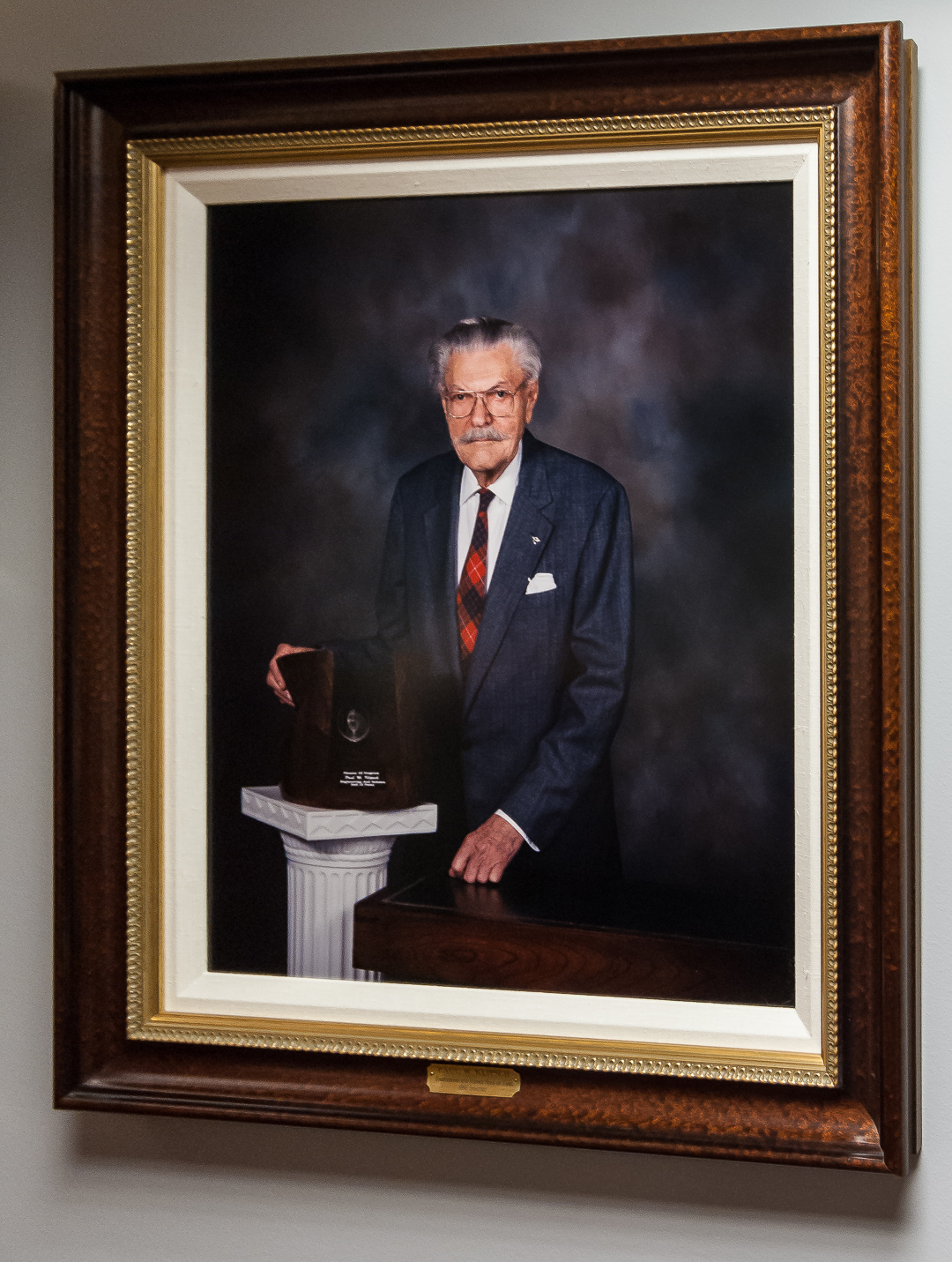
Paul Wilbur Klipsch, fondateur de Klipsch.

Passionné par la radio et la reproduction sonore, Paul W. Klipsch en est venu à s'intéresser à l'utilisation des pavillons sur les conseils d'un camarade à la Stanford University et a profité de son service militaire pour mettre ses idées en pratique entre 1931 et 1933.
En 1938, il se convainc de l'intérêt de loger une enceinte acoustique dans le coin d'une pièce d'écoute et commence à développer l'enceinte acoustique qui deviendra emblématique de la marque sous le nom de Klipschorn.
En 1946, il fonde sa société et commence à commercialiser son enceinte. La Klipschorn est toujours fabriquée plus de soixante ans plus tard. C'est une enceinte d'encoignure trois voies, entièrement pavillonnée, utilisant un haut-parleur de 38 cm (15 pouces) pour le grave, une compression deux pouces pour le médium et une compression un pouce pour l'aigu. Son efficacité atteint 105 dB/1 W/1 m. Elle accepte 100 W efficaces en continu et 400 W crête et permet d'atteindre un niveau maximal de 121 dB SPL. La réponse en fréquence spécifiée est de 33 Hz - 17 kHz ± 4 dB.

## Haut-rendement
Les enceintes Klipsch ont des efficacités (ou sensibilité) qui varient de 92 dB/1 W/1 m (modèle RB-51) à 105 dB/1 W/1 m (modèle La Scala II). Les enceintes traditionnelles ont une efficacité d'environ 90 dB/1 W/1 m. L'efficacité est le niveau sonore obtenu par watt transmis par l'amplificateur. À ne pas confondre avec la puissance d'une enceinte qui est la puissance admissible par l'enceinte avant de l'endommager.
Ce qui veut dire qu'avec 1 W, une enceinte La Scala II produira un niveau sonore de 105 dB, alors qu’une RB-51 seulement 92 dB. Les décibels étant une échelle logarithmique, on obtient une pression acoustique (en pascals) théoriquement vingt fois plus importante avec La Scala II.
Une efficacité élevée offre l'avantage de ne pas avoir besoin d'un amplificateur très puissant et surtout de permettre une dynamique importante.